# アハマド・アル＝バハリー
アハマド・アル＝バハリー（Ahmed Nasser Al-Bahri、1980年9月18日 - ）は、サウジアラビアの元サッカー選手。元サウジアラビア代表。ポジションはディフェンダー。

## 経歴
2002年3月に親善試合でサウジアラビア代表デビュー。デビュー戦後、出場機会は無かったが、2005年に代表復帰。2006 FIFAワールドカップではメンバーに選ばれたが、出場機会は無かった。AFCアジアカップ2007では全6試合に出場、準優勝した。2009年までに42試合に出場した。

## 代表歴

### 出場大会
- サウジアラビア代表
  - 2006 FIFAワールドカップ

### 試合数
- 国際Aマッチ 42試合 0得点（2002年-2009年）[1]

| サウジアラビア代表 | 国際Aマッチ | 国際Aマッチ |
| 年                 | 出場        | 得点        |
| ------------------ | ----------- | ----------- |
| 2002               | 1           | 0           |
| 2003               | 0           | 0           |
| 2004               | 0           | 0           |
| 2005               | 14          | 0           |
| 2006               | 10          | 0           |
| 2007               | 15          | 0           |
| 2008               | 1           | 0           |
| 2009               | 1           | 0           |
| 通算               | 42          | 0           |